# 宮島健一
宮島 健一（みやじま けんいち、1895年7月5日 - 没年不詳）は、日本の俳優である。本名菱田 勇吉（ひしだ ゆうきち）、旧芸名宮島 憲一、宮島 健弌。新劇の「舞台協会」出身でありながら、日活向島撮影所においては新派に組して脱退、という若いスター時代の経歴を持ち、戦前・戦中の松竹蒲田撮影所、松竹大船撮影所、戦後の大映東京撮影所のバイプレーヤーとして知られる。

## 人物・来歴
1895年（明治28年）7月5日、東京府東京市に生まれる。『現代俳優名鑑』（揚幕社）には、同年1月21日生まれとされており、出生地も「名古屋市傳馬町三丁目」とあり、同地は出生時点でいえば愛知県愛知郡熱田町大字伝馬町（現在の同県名古屋市熱田区伝馬）である。
旧制専門学校（現在の新制大学）に進学したが中途退学する。満17歳を迎える1912年（明治45年）、埼玉県北足立郡大宮町（現在の同県さいたま市大宮区あるいは北区）にあった吾妻座に出演したのが初舞台である。その後、1914年（大正3年）、前年に加藤精一、森英治郎、横川唯治（山田隆也）、佐々木積らによって結成された「舞台協会」に参加する。
新劇の舞台俳優としてのキャリアを積むが、『世界のキネマスター』（報知新聞社）によれば1919年（大正8年）、『日本映画俳優全集・男優編』（キネマ旬報社）によれば1920年（大正9年）に桝本清の紹介によって、新派の俳優として日活向島撮影所に入社、同年4月23日に公開された田中栄三監督の『恋慕流し』で映画界にデビューした。1922年（大正11年）12月、田中栄三が監督した『京屋襟店』に出演、完成後の試写後の夜に、藤野秀夫、衣笠貞之助、横山運平、島田嘉七、東猛夫ら幹部俳優13名が集団退社の辞表を提出、国際活映（国活）に引き抜かれる事件が起きるが、宮島もこれに連座し、国活に電撃的に移籍している。『現代俳優名鑑』によれば、当時、宮島は浅草区千束町一丁目120番地（現在の台東区西浅草3丁目）に住み、身長は5尺6寸1分（約170.0センチメートル）、体重16貫匁（約60.0キログラム）、常用煙草は敷島で、酒はビールであるといい、当時の宮島にとっての代表作は、『永遠の謎』（監督若山治、1922年）における「薗部子爵」役であるという。
1923年（大正12年）4月には国活が経営危機に陥り、衣笠貞之助、横山運平、島田嘉七らとともに、京都に牧野省三が設立したマキノ映画製作所へ移籍、同社の設立第1作であり、衣笠の監督作である『二羽の小鳥』に出演、同作は、同年6月1日に公開された。1924年（大正13年）7月、同社は東亜キネマに合併され、同撮影所は東亜キネマ等持院撮影所となり、同年10月、新たに入社したトラブルメーカー立石駒吉ら率いる帝国キネマ演芸（帝キネ）が大量のヘッドハンティングを実施し、宮島はこれに応じて帝キネに移籍する。宮島のいた小阪撮影所は1925年（大正14年）に閉鎖され、立石によって選別されたメンバーだけが東邦映画製作所に移籍したが、同社はまもなく解散、宮島は東亜キネマに戻っている。
1928年（昭和3年）には、東京に戻り、松竹蒲田撮影所に移籍した。1936年（昭和11年）1月15日、同撮影所は、神奈川県鎌倉郡大船町（現在の同県鎌倉市大船）の松竹大船撮影所（現存せず）に全機能を移転、宮島も異動になった。第二次世界大戦の勃発後も、しばらくは出演作がみられる。
戦後は、1948年（昭和23年）から大映東京撮影所（現在の角川大映撮影所）に所属し、多くの作品で脇役・端役を務めた。1958年（昭和33年）12月1日には、第2回「映画の日」中央大会が開催され、宮島は映画業界に40年以上勤務した功績が認められ、永年勤続功労賞を受章する。満70歳となった1965年（昭和40年）7月31日に公開された『六人の女を殺した男』（監督島耕二）が、記録に残る最後の出演作である。その6年後、1971年（昭和46年）3月1日に限定発行された『回想・マキノ映画』（マキノ省三先生顕彰会）において、去る1970年（昭和45年）7月25日に「マキノ省三先生像」が京都府京都市北区等持院北町にある等持院へ遷座したことに伴い、存命人物として、市川右太衛門、片岡千恵蔵、杉狂児、岡島艶子らと共に当時の思い出を寄稿している。晩年の宮島の消息は不明だが、満90歳となる1986年（昭和61年）2月の時点では存命であったといい、当時現存最長寿の日本の男優とされていた。没年不詳。

## フィルモグラフィ
クレジットはすべて「出演」である。公開日の右側には役名、および東京国立近代美術館フィルムセンター（NFC）、マツダ映画社所蔵等の上映用プリントの現存状況についても記す。同センター等に所蔵されていないものは、とくに1940年代以前の作品についてはほぼ現存しないフィルムである。資料によってタイトルの異なるものは併記した。

### 日活向島撮影所

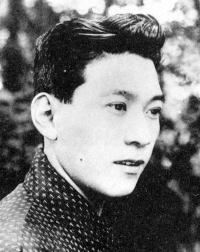
1920年代、20代後半ころの写真。

すべて製作は「日活向島撮影所」、配給は「日活」、すべてサイレント映画、特筆以外「宮島憲一」名義である。
- 『恋慕流し』：監督田中栄三、1920年4月23日公開 - 映画デビュー作[1]
- 『我子の歌』（『我が子の歌』） : 監督不明、1922年1月13日公開
- 『碑文谷美談』：監督不明、1922年5月15日公開
- 『愛の火柱』：監督不明、1922年6月24日公開
- 『永遠の謎』：監督若山治、1922年10月20日公開 - 薗部子爵
- 『別れの船唄』：監督鈴木謙作、1922年12月10日公開 - 木下亮三
- 『愛の泉』：監督若山治、1922年12月17日公開 - 救世軍士官
- 『京屋襟店』：監督田中栄三、1922年12月30日公開 - 町内の遊び人勇さん、「宮島健一」名義

### 国活巣鴨撮影所
すべて製作は「国活巣鴨撮影所」、配給は「国際活映」、すべてサイレント映画、すべて「宮島憲一」名義である
- 『鷲津村の娘』：監督坂田重則（阪田重則）、1922年12月31日公開
- 『父の罪』：監督村田実、1923年2月22日公開
- 『愛情の極み』：監督坂田重則、1923年3月13日公開

### マキノ等持院撮影所
すべて製作は「マキノ等持院撮影所」、配給は「マキノ映画製作所」、すべてサイレント映画、以降すべて「宮島健一」名義である。
- 『二羽の小鳥』：監督衣笠貞之助、1923年6月1日公開
- 『彼の山越えて』：監督衣笠貞之助、1923年6月15日公開 - 主演
- 『切なきは恋』：監督長尾史録、1923年7月15日公開 - 主演
- 『燕の歌』：監督衣笠貞之助、1923年7月26日公開
- 『大自然』：監督金森万象、1923年8月8日公開 - 山の若者
- 『金色夜叉 宮の巻』：監督衣笠貞之助、1923年8月30日公開 - 主演
- 『魔の池』：監督衣笠貞之助、1923年10月26日公開 - 主演
- 『金色夜叉 寛一の巻』：監督衣笠貞之助、1923年12月7日公開 - 主演
- 『妻の秘密』：監督衣笠貞之助、1924年1月7日公開
- 『彼女の運命 前篇』：監督衣笠貞之助、1924年1月7日公開
- 『彼女の運命 後篇』：監督衣笠貞之助、1924年2月1日公開 - 松島勝巳
- 『武悪の面』：監督二川文太郎、1924年2月8日公開 - 弟子友治
- 『桐の雨』：監督衣笠貞之助、1924年3月28日公開 - 源吉（主演）
- 『寂しき村』：監督衣笠貞之助、1924年4月3日公開 - 主演
- 『錦を着て』：監督後藤秋声、1924年5月15日公開 - 魚屋新助（主演）
- 『煩悩地獄』：監督二川文太郎、1924年5月23日公開 - 宇津木新三郎（主演）
- 『魔陥の消ゆる頃』：監督二川文太郎、1924年6月6日公開
- 『無名の愛』：監督井上金太郎、1924年6月13日公開 - 憶太郎
- 『狂恋の舞踏』：監督衣笠貞之助、1924年7月4日公開 - 主演

### 東亜キネマ等持院撮影所
すべて製作は「東亜キネマ等持院撮影所」、配給は「東亜キネマ」、すべてサイレント映画である。
- 『宵夜町心中』：監督二川文太郎、1924年7月11日公開 - 綱船の三五兵衛
- 『愛の牢獄』：監督阪田重則、1924年7月25日公開 - 主演、「宮島健弌」名義
- 『恋とはなりぬ』：監督衣笠貞之助、1924年9月19日公開 - 「宮島健弌」名義
- 『死よりも哀し』：監督上月吏、製作東亜キネマ甲陽撮影所、1924年10月1日公開 - 主演
- 『足』：監督衣笠貞之助、1924年10月1日公開 - 「宮島健弌」名義
- 『関の夫婦松』：監督衣笠貞之助、1924年10月31日公開 - 主演、「宮島健弌」名義

### 帝国キネマ小坂撮影所

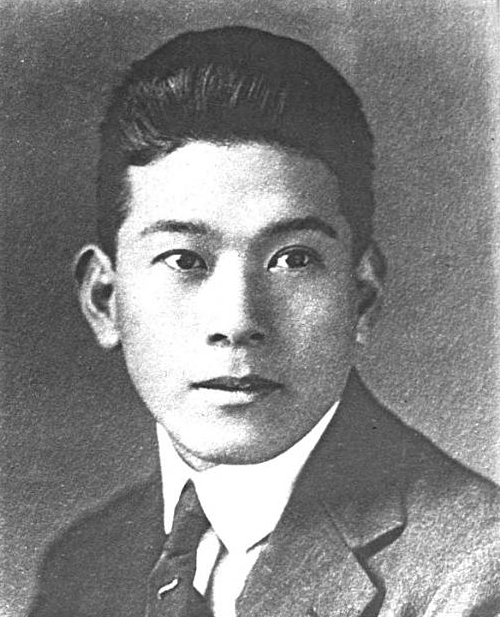
1925年（大正14年）、満30歳ころの写真。

特筆以外はすべて製作は「帝国キネマ小坂撮影所」、配給は「帝国キネマ演芸」、すべてサイレント映画である。
- 『嘆きの村』：監督深川ひさし・山下秀一、製作帝国キネマ芦屋撮影所、1924年11月13日公開
- 『行路』：監督古海卓二、1925年1月21日公開
- 『若き悶え』：監督古海卓二、製作帝国キネマ芦屋撮影所、1925年1月28日公開
- 『怒髪』：監督志波西果、1925年2月11日公開
- 『三人の道化者』：監督古海卓二、1925年3月12日公開 - 末弟猪之吉、「宮島健弌」名義
- 『黒百合の花』：監督山上紀夫、1925年5月29日公開
- 『四谷怪談』：監督山上紀夫、製作東邦映画製作所、1925年6月4日公開 - 秋山長兵衛
- 『信天翁』：監督山上紀夫・菅省三、製作東邦映画製作所、1925年6月25日公開

### 東亜キネマ
すべて製作は「東亜キネマ等持院撮影所」（京都撮影所）あるいは「甲陽撮影所」、配給は「東亜キネマ」、すべてサイレント映画である。
等持院撮影所
- 『恋を賭けた武士』：監督悪麗之助、1925年10月19日公開
- 『狂刃 前篇』：監督長尾史録、1925年10月30日公開
- 『狂刃 後篇』：監督長尾史録、1925年11月7日公開
- 『男一匹』：監督仁科熊彦、1926年1月14日公開 - 主演
- 『人間定九郎』：監督長尾史録、1926年2月14日公開 - 主演
- 『燃え上る青春』：監督村越章二郎、1926年2月21日公開 - 主演
- 『心中紅小袖』：監督仁科熊彦、1926年3月26日公開

甲陽撮影所
- 『太陽を呑んだ男』：監督阪田重則、1926年4月15日公開 - 主演
- 『勝利か敗北か』：監督細山喜代松、1926年9月9日公開
- 『美はしの君よ』：監督竹内俊一、製作東亜キネマ等持院撮影所、1926年12月10日公開
- 『世紀病患者』：監督竹内俊一、1926年製作・公開
- 『漁村の唄』：監督西本武二、1926年製作・公開
- 『黄金の弾丸』：監督印南弘、1927年1月9日公開 - 役名不明、76分尺で現存（NFC所蔵）
- 『黄金国』：監督竹内俊一、1927年2月1日公開 - 主演
- 『草笛』：監督印南弘、1927年4月25日公開 - 主演
- 『煉獄』：監督米沢正夫、1927年4月29日公開 - 主演
- 『男、女、男』：監督印南弘、1927年製作・公開
- 『田舎医者』：監督西本武二、1927年製作・公開 - 主演

京都撮影所
- 『善玉悪玉』：監督米沢正夫、1927年10月7日公開 - 主演
- 『思ひ出』：監督根津新、1927年11月17日公開
- 『愛怨地獄』：監督米沢正夫、1927年製作・公開 - 主演
- 『勇ましき兄』：監督根津新、1928年1月9日公開 - 主演
- 『恋愛二重奏』：監督根津新、1928年3月15日公開 - 小宮路夫
- 『阪東侠客陣 第一篇』：監督仁科熊彦、1928年4月1日公開 - 兄麟四郎
- 『女王蜂』：監督根津新、1928年4月8日公開 - 主演
- 『孤児は悲し』：監督根津新、1928年5月20日公開 - 主演
- 『山侠悲話』：監督根津新、1928年6月7日公開 - 主演
- 『女犯』：監督西本武二、1928年6月11日公開  - 主演
- 『阪東侠客陣 中篇』：監督仁科熊彦、1928年6月14日公開 - 兄麟四郎
- 『恋文』：監督根津新、1928年7月14日公開
- 『阪東侠客陣 最終篇』：監督仁科熊彦、1928年9月15日公開 - 兄麟四郎
- 『新生の声』：監督永井健、1928年製作・公開 - 宮本修作
- 『人生行路』：監督井出錦之助、1928年製作・公開
- 『旅人告白』：監督井出錦之助、1928年製作・公開 - 主演

### 松竹蒲田撮影所

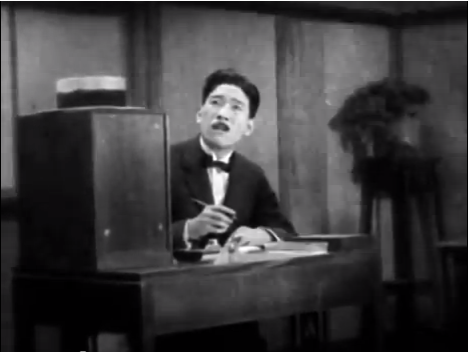
『東京の合唱』（1931年）出演時、満36歳。谷麗光（フレーム外）の「秘書」役。

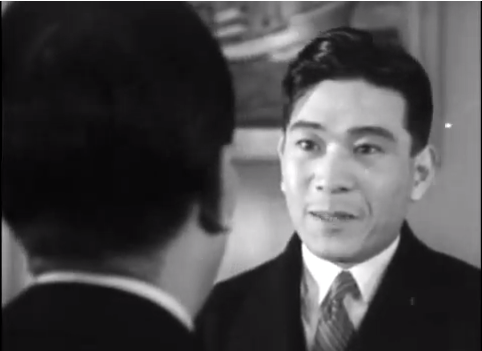
『生さぬ仲』（1932年）出演時、満37歳。奈良眞養（後ろ頭）の「秘書」役。

特筆以外すべて製作は「松竹蒲田撮影所」、配給は「松竹キネマ」、特筆以外はすべてサイレント映画である。
- 『恋愛行進曲』：監督野村芳亭、1928年12月1日公開
- 『青春交響楽』：監督野村芳亭、1928年12月31日公開 - 野口恭二
- 『街の抒情詩』：監督重宗務、1929年4月6日公開 - 主演
- 『多情仏心』：監督島津保次郎、1929年7月19日公開
- 『酬ひられぬ人』：監督今野不二夫、1929年7月27日公開 - 主演
- 『明日天気になあれ』：監督島津保次郎・西尾佳雄、製作松竹蒲田撮影所・シマヅプロダクション、1929年9月20日公開 - そのお父さん、61分尺で現存（NFC所蔵[11]）
- 『母』：監督野村芳亭、1929年12月1日公開
- 『麗人』：監督島津保次郎、1930年4月26日公開 - 松原、158分尺で現存（NFC所蔵[11]）
- 『若者よなぜ泣くか』：監督牛原虚彦、1930年11月15日公開 - 大宮家秘書、193分尺で現存（NFC所蔵[11]）
- 『愛よ人類と共にあれ 前篇 日本篇』：監督島津保次郎、1931年4月17日公開 - 技師山本、前後篇242分尺で現存（NFC所蔵[11]）
- 『愛よ人類と共にあれ 後篇 米国篇』：監督島津保次郎、1931年4月17日公開 - 技師山本、同上[11]
- 『東京の合唱』：監督小津安二郎、1931年8月15日公開 - 秘書、89分尺で現存（NFC所蔵[11]）
- 『髭の力』：監督成瀬巳喜男、1931年10月16日公開 - 加藤（主演）
- 『七つの海 前篇 処女篇』：監督清水宏、1931年12月23日公開 - 大平倉吉
- 『金色夜叉』：監督野村芳亭、1932年1月14日公開 - 蒲田鉄弥、87分尺で現存（NFC所蔵[11]）
- 『七つの海 後篇 貞操篇』：監督清水宏、1932年2月11日公開 - 大平倉吉、81分尺で現存（NFC所蔵[11]）
- 『女は寝て待て』：監督斎藤寅次郎、1932年10月20日公開
- 『忠臣蔵 前篇 赤穂京の巻』：監督衣笠貞之助、製作松竹下加茂撮影所、トーキー、1932年12月1日公開 - 梶川与惣兵衛、『大忠臣蔵』の題で139分尺で現存（NFC所蔵[11]）
- 『忠臣蔵 後篇 江戸の巻』：監督衣笠貞之助、製作松竹下加茂撮影所、トーキー、1932年12月1日公開 - 梶川与惣兵衛、同上[11]
- 『生さぬ仲』：監督成瀬巳喜男、1932年12月16日公開 - 秘書、94分尺で現存（NFC所蔵[11]）
- 『琵琶歌』：監督野村芳亭、サウンド版、1933年1月7日公開 - 柳田中尉、91分尺で現存（NFC所蔵[11]）
- 『涙の渡り鳥』：監督野村芳亭、サウンド版、1933年2月15日公開
- 『島の娘』：監督野村芳亭、サウンド版、1933年3月15日公開 - 東京の男 森田、62分尺で現存（NFC所蔵[11]）
- 『東京音頭』：監督野村芳亭、サウンド版、1933年9月28日公開 - 志村家執事、87分尺で現存（NFC所蔵[11]）
- 『沈丁花』：監督野村芳亭、サウンド版、1933年11月16日公開 - 書画家山口
- 『街の流れ鳥』：監督佐々木恒次郎（佐々木啓祐）、サウンド版、1933年11月23日公開
- 『婦系図』：監督野村芳亭、トーキー、1934年2月22日公開 - 坂田礼之進
- 『お小夜恋姿』：監督島津保次郎、サウンド版、1934年9月15日公開 - 良一の友人荻原、95分尺で現存（NFC所蔵[11]）
- 『山は夕焼』：監督佐々木恒次郎、サウンド版、1934年10月11日公開
- 『母の愛 苦闘篇 愛児篇』：監督池田義信、サウンド版、1935年1月31日公開
- 『東京の英雄』：監督清水宏、サウンド版、1935年3月7日公開 - 秘書、64分尺で現存（NFC所蔵[11]）
- 『春琴抄 お琴と佐助』：監督島津保次郎、1935年6月15日公開 - 幇間A、100分尺で現存（NFC所蔵[16]）
- 『大学の赤ん坊』：監督深田修造、サウンド版、1935年9月5日公開

### 松竹大船撮影所
すべて製作は「松竹蒲田撮影所」、特筆以外すべて配給は「松竹キネマ」、以降すべてトーキーである。
- 『少年航空兵』：監督佐々木康、1936年9月18日公開 - 豫科練習帳、100分尺で現存（NFC所蔵[11]）
- 『人妻椿 前篇』：監督野村浩将、1936年10月4日公開 - 米屋の番頭、前後篇144分尺で現存（日本映画戦前戦後傑作選DVD）
- 『荒城の月』：監督佐々木啓祐、1937年2月4日公開 - 乗客、73分尺で現存（NFC所蔵[11]）
- 『奥様に知らすべからず』：監督渋谷実、1937年5月20日公開 - 役名不明、61分尺で現存（NFC所蔵[11]）
- 『男の償ひ 後篇』：監督野村浩将、1937年8月24日公開 - 役名不明、67分尺で現存（NFC所蔵[11]）
- 『進軍の歌』：監督佐々木康、1937年10月21日公開 - 吉田部隊長

- 『螢の光』：監督佐々木康、1938年4月14日公開 - 河原先生の父、75分尺で現存（NFC所蔵[11]）
- 『母と子』：監督渋谷実、1938年7月1日公開 - 重役、88分尺で現存（NFC所蔵[11]）
- 『春雷 前篇 愛路篇・後篇 審判篇』：監督佐々木啓祐、1939年4月13日公開 - 花田、73分尺で現存（NFC所蔵[11]）
- 『五人の兄妹』：監督吉村公三郎、1939年7月20日公開 - 鈴木、93分尺で現存（NFC所蔵[11]）
- 『波濤』：監督原研吉、1939年10月13日公開 - 時計屋主人、100分尺で現存（NFC所蔵[11]）
- 『暖流 前篇 啓子の巻』：監督吉村公三郎、1939年12月1日公開 - 山田博士、前後篇132分尺で現存（NFC所蔵[11]）
- 『暖流 後篇 ぎんの巻』：監督吉村公三郎、1939年12月1日公開 - 山田博士、同上[11]
- 『涙の責任 前篇・後篇』：監督蛭川伊勢夫、1940年2月15日公開 - 水野、前後篇101分尺で現存（NFC所蔵[11]）
- 『絹代の初恋』：監督野村浩将、1940年3月31日公開 - ホテルの客
- 『征戦愛馬譜 暁に祈る』：監督佐々木康、応援監督宗本英男、1940年4月17日公開
- 『都会の奔流』：監督佐々木啓祐、1940年6月13日公開 - 技師、93分尺で現存（NFC所蔵[11]）
- 『冬木博士の家族』：監督大庭秀雄、1940年10月31日公開 - 高久、70分尺で現存（NFC所蔵[11]）
- 『舞台姿』：監督野村浩将、1940年11月16日公開 - 小屋主松井
- 『西住戦車長伝』：監督吉村公三郎、1940年11月29日公開 - 中村中尉、126分尺で現存（NFC所蔵[11]）
- 『まごころの歌』：監督蛭川伊勢夫、配給映画配給社、1941年6月22日公開 - 庶務課長
- 『君よ共に歌はん』：監督蛭川伊勢夫、配給映画配給社、1941年8月1日公開 - その仲間、85分尺で現存（NFC所蔵[11]）
- 『父ありき』：監督小津安二郎、配給映画配給社、1942年4月1日公開 - 会社員、72分尺で現存（NFC所蔵[11]）

### 大映東京撮影所

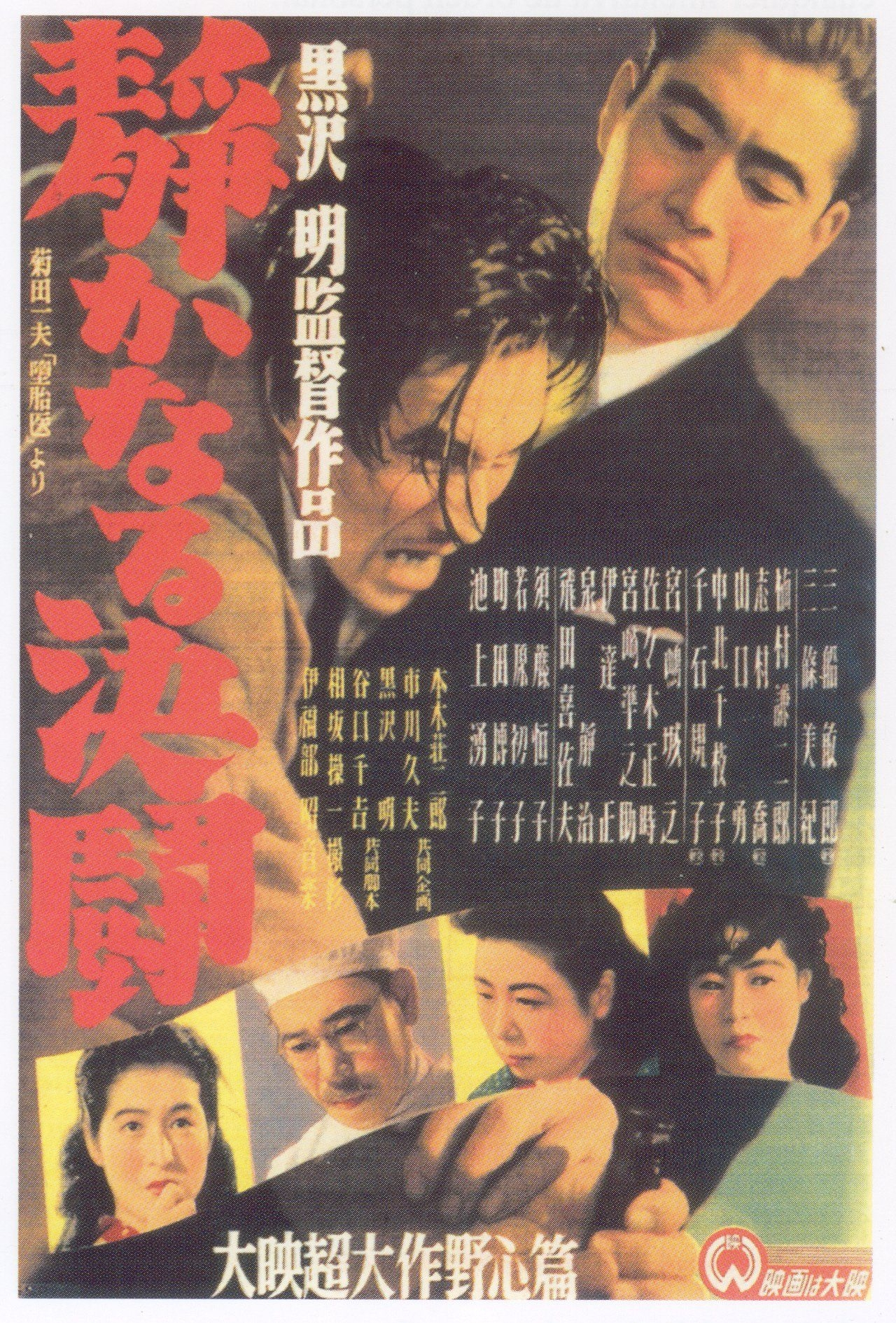
『静かなる決闘』（1949年）公開時のポスター。

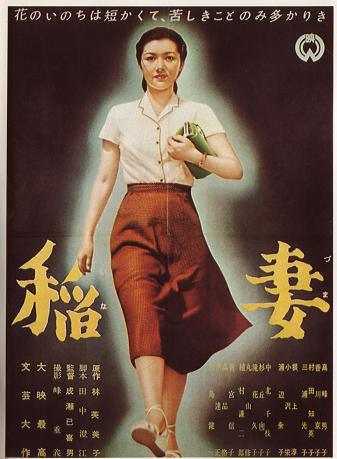
『稲妻』（1952年）公開時のポスター。

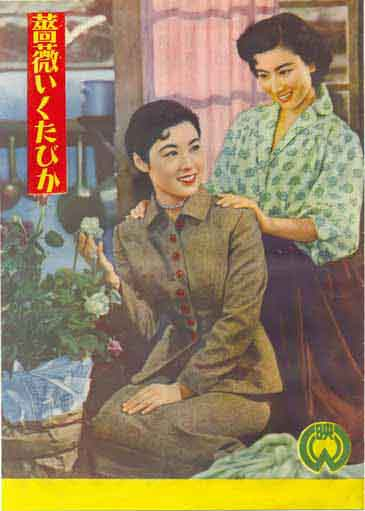
『薔薇いくたびか』（1955年）公開時のポスター。

特筆以外すべて製作は「大映東京撮影所」、すべて配給は「大映」である。
- 『女囚36号』：監督久松静児、1947年7月22日公開 - 伊藤巡査
- 『いつの日か花咲かん』：監督牛原虚彦、1947年12月16日公開 - 山形の父、82分尺で現存（NFC所蔵[11]）
- 『オリオン星座』：監督田口哲、1948年2月24日公開 - 刑事
- 『舞台は廻る』：監督田中重雄、1948年4月12日公開 - 節子の父
- 『三面鏡の恐怖』：監督久松静児、1948年6月14日公開 - 医者
- 『母』：監督小石栄一、1948年8月23日公開 - 瀬川刑事、73分尺で現存（NFC所蔵[11]）
- 『情熱の人魚』：監督田口哲、1948年11月22日公開 - 秋田、63分尺で現存（NFC所蔵[11]）
- 『母紅梅』：監督小石栄一、1949年1月24日公開 - 金田老人、83分尺で現存（NFC所蔵[11]）
- 『静かなる決闘』：監督黒澤明、1949年3月13日公開 - 骨董屋、95分尺で現存（NFC所蔵[11]）
- 『美貌の顔役』：監督吉村廉、1949年5月23日公開 - 山川徳次郎
- 『流れる星は生きている』：監督小石栄一、1949年9月18日公開 - 巡査
- 『三悪人と赤ん坊』：監督小石栄一、1950年11月3日公開 - 源作
- 『母月夜』：監督佐伯幸三、1951年1月27日公開 - 矢田刑事
- 『誰が私を裁くのか』：監督谷口千吉、1951年5月18日公開 - 裁判長
- 『江の島悲歌』：監督小石栄一、1951年6月1日公開 - 船医
- 『霧の夜の恐怖』：監督久松静児、1951年7月20日公開 - 谷村巡査
- 『稲妻』：監督成瀬巳喜男、1952年10月9日公開 - バスの老人客、87分尺で現存（NFC所蔵[11]）
- 『あにいもうと』：監督成瀬巳喜男、1953年8月19日公開 - 喜三、86分尺で現存（NFC所蔵[11]）
- 『地の果てまで』：監督久松静児、1953年10月20日公開 - 焼鳥屋
- 『無法者』：監督佐伯幸三、1953年11月23日公開 - 深沢有造
- 『母の湖』：監督小石栄一、1953年12月15日公開 - 中島
- 『春琴物語』：監督伊藤大輔、1954年6月27日公開 - 加平
- 『真白き富士の根』：監督佐伯幸三、1954年8月4日公開 - 大木校長
- 『火の女』：監督島耕二、1954年10月6日公開 - 競技大会々長
- 『荒城の月』：監督枝川弘、1954年11月3日公開 - 父
- 『馬賊芸者』：監督島耕二、1954年11月17日公開 - 水田三七
- 『勝敗』：監督佐伯幸三、1954年12月1日公開 - 植木屋亮助
- 『川のある下町の話』：監督衣笠貞之助、1955年1月9日公開 - 役名不明、108分尺で現存（NFC所蔵[11]）
- 『泣き笑い地獄極楽』：監督浜野信彦、1955年1月29日公開 - 高山
- 『暁の合唱』：監督枝川弘、1955年3月18日公開 - 田辺巡査、80分尺で現存（NFC所蔵[11]）
- 『薔薇いくたびか』：監督衣笠貞之助、1955年4月24日公開 - 桐生茂吉爺、135分尺で現存（NFC所蔵[11]）
- 『幻の馬』：監督島耕二、1955年7月20日公開 - 安田組合長、90分尺で現存（NFC所蔵[11]）
- 『母笛子笛』：監督斎村和彦、1955年8月3日公開 - 小児科病院長
- 『誘拐魔』：監督水野洽、1955年10月12日公開 - 山川刑事
- 『見合い旅行』：監督枝川弘、1955年11月15日公開 - 木村万平
- 『弾痕街』：監督斎村和彦、1955年12月28日公開 - つりをする男
- 『花嫁のため息』：監督木村恵吾、1956年1月9日公開 - 飲屋の亭主
- 『恋と金』：監督枝川弘、1956年1月22日公開 - 尾関
- 『東京犯罪地図』：監督村山三男、1956年3月4日公開 - 神保
- 『赤線地帯』：監督溝口健二、1956年3月18日公開 - ハナ江の客、85分尺で現存（NFC所蔵[11]）
- 『現金の寝ごと』：監督西村元男、1956年4月4日公開 - 横山雄作
- 『火花』：監督衣笠貞之助、1956年5月1日公開 - 夜警A、101分尺で現存（NFC所蔵[11]）
- 『屋根裏の女たち』：監督木村恵吾、1956年5月14日公開 - 仙三
- 『魔の花嫁衣裳 前篇・後篇』：監督浜野信彦、1956年7月12日公開 - 井口哲次郎
- 『母を求める子等』（『母を求める子ら』[8]） : 監督清水宏、1956年8月8日公開 - 五平じいさん
- 『惚れるな弥ン八』：監督村山三男、1956年9月26日公開 - 曾根山儀平
- 『四十八歳の抵抗』：監督吉村公三郎、1956年11月14日公開 - 役名不明、108分尺で現存（NFC所蔵[11]）
- 『君を愛す』：監督田中重雄、1956年12月28日公開 - 町田弘介
- 『雨情』：監督久松静児、製作東京映画、配給東宝、1957年3月20日公開 - 野口家の番頭 由造 （大映）[10]
- 『三十六人の乗客』：監督杉江敏男、製作東京映画、配給東宝、1957年4月16日公開 - 佐々木老運転手 （大映）[10]
- 『残月講道館』：監督村山三男、1957年4月16日公開 - 石井
- 『哀愁列車』：監督枝川弘、1957年5月13日公開 - 松本巡査
- 『九時間の恐怖』：監督島耕二、1957年8月20日公開 - 千頭出張所長望月
- 『健太と黒帯先生』：監督原田治夫、1957年9月14日公開 - おじいちゃん
- 『駐在所日記』：監督枝川弘、1957年11月5日公開 - 兵六老人
- 『白昼の侵入者』：監督村山三男、1957年12月14日公開 - 老金融業者
- 『大都会の午前三時』：監督西条文喜、1958年1月22日公開 - 稲田銅吉
- 『母』：監督田中重雄、1958年3月5日公開 - 五兵衛
- 『一粒の麦』：監督吉村公三郎、1958年9月14日公開 - 役名不明、112分尺で現存（NFC所蔵[11]）
- 『情炎』：監督衣笠貞之助、1959年3月17日 - 役名不明、115分尺で現存（NFC所蔵[11]）
- 『女の教室』：監督渡辺邦男、1959年4月8日 - 小左衛門
- 『川向うの白い道』：監督田中重雄、1959年8月19日 - 平八郎さん
- 『浮草』：監督小津安二郎、1959年11月17日公開 - 小川軒のあい子の父親、119分尺で現存（NFC所蔵[11]）
- 『流転の王妃』：監督田中絹代、1960年1月27日公開 - 岡部、102分尺で現存（NFC所蔵[11]）
- 『歌行燈』：監督衣笠貞之助、1960年5月18日公開 - 役名不明、113分尺で現存（NFC所蔵[11]）
- 『母桜』：監督枝川弘、1960年11月16日公開 - 安吉
- 『女は夜化粧する』：監督井上梅次、1961年1月14日公開 - クラブ経理小林
- 『みだれ髪』：監督衣笠貞之助、1961年3月8日公開 - 重助、95分尺で現存（NFC所蔵[11]）
- 『五人の突撃隊』：監督井上梅次、1961年4月26日公開 - 役名不明、118分尺で現存（NFC所蔵[11]）
- 『新人生劇場』：監督弓削太郎、1961年5月31日公開 - 車嘉平太
- 『鯨神』：監督田中徳三、1962年7月15日公開 - 大別当
- 『秦・始皇帝』：監督田中重雄、1962年11月1日公開 - 儒者C
- 『温泉芸者』：監督富本壮吉、1963年2月7日公開 - 米吉
- 『背広の忍者』：監督弓削太郎、1963年2月9日公開 - 磯村卓造
- 『嘘』：監督増村保造・吉村公三郎・衣笠貞之助、1963年3月31日公開 - 役名不明、99分尺で現存（NFC所蔵[11]）
- 『若い樹々』：監督原田治夫、1963年4月14日公開 - 三沢松太郎
- 『無茶な奴』：監督島耕二、1964年7月4日公開 - ジャリ組合幹部
- 『黒の切り札』：監督井上梅次、1964年7月25日公開 - 根来信通
- 『六人の女を殺した男』：監督島耕二、1965年7月31日公開 - パリ祭の客